# Daune (ancestre dels iapigis)
Daune (en llatí Daunus, en grec antic Δαῦνος o també Δαύνιος) va ser, segons la mitologia grega, un fill de Licàon d'Arcàdia, germà de Jàpige i Peuceci.
Els tres germans, aliats als il·liris i messapis van desembarcar a la costa sud-oriental d'Itàlia i van expulsar els àusons ocupant el país que es van dividir en tres parts: Dàunia, el país dels daunis, Peuquèiia, el país dels peuquetis i Messàpia, el país dels messapis que conjuntament van agafar el nom de iapigis, i el país el de Iapígia.